# Lord Murphy (häst)
Lord Murphy, född 1876, är ett amerikanskfött engelskt fullblod, mest känd för att ha segrat i 1879 års upplaga av Kentucky Derby. Han härstammade från Byerley Turks blodslinje.

## Bakgrund
Lord Murphy var en brun hingst efter Pat Malloy och under Wenonah (efter Captain Elgee). Han föddes upp av J. T. Carter, och ägdes inledningsvis av George W. Darden & Co., och senare James R. Keene. Han tränades under tävlingskarriären av George Rice.

## Karriär
Lord Murphy sprang in totalt in 11 400 dollar på 14 starter, varav 6 segrar och 5 andraplatser. Han tog karriärens största seger i Kentucky Derby (1879). Bland andra stora meriter kan segrarna i Belle Meade Stakes (1879), Kentucky St. Leger Stakes (1879) och January Stakes (1879) nämnas.
Lord Murphy skickades efter segern i Kentucky Derby (där han bland annat slog Falsetto), över till England för att tävla, men utan några större framgångar. Keene sålde Lord Murphy till Richard Ten Broeck i maj 1881. Han såldes senare på en auktion i Newmarket den 6 juli 1881, för endast 10 guineas ($50). Han tros ha avlidit under tiden i England, utan att ha varit verksam i aveln.